# 佳木斯大学
46°47′N 130°21′E / 46.783°N 130.350°E

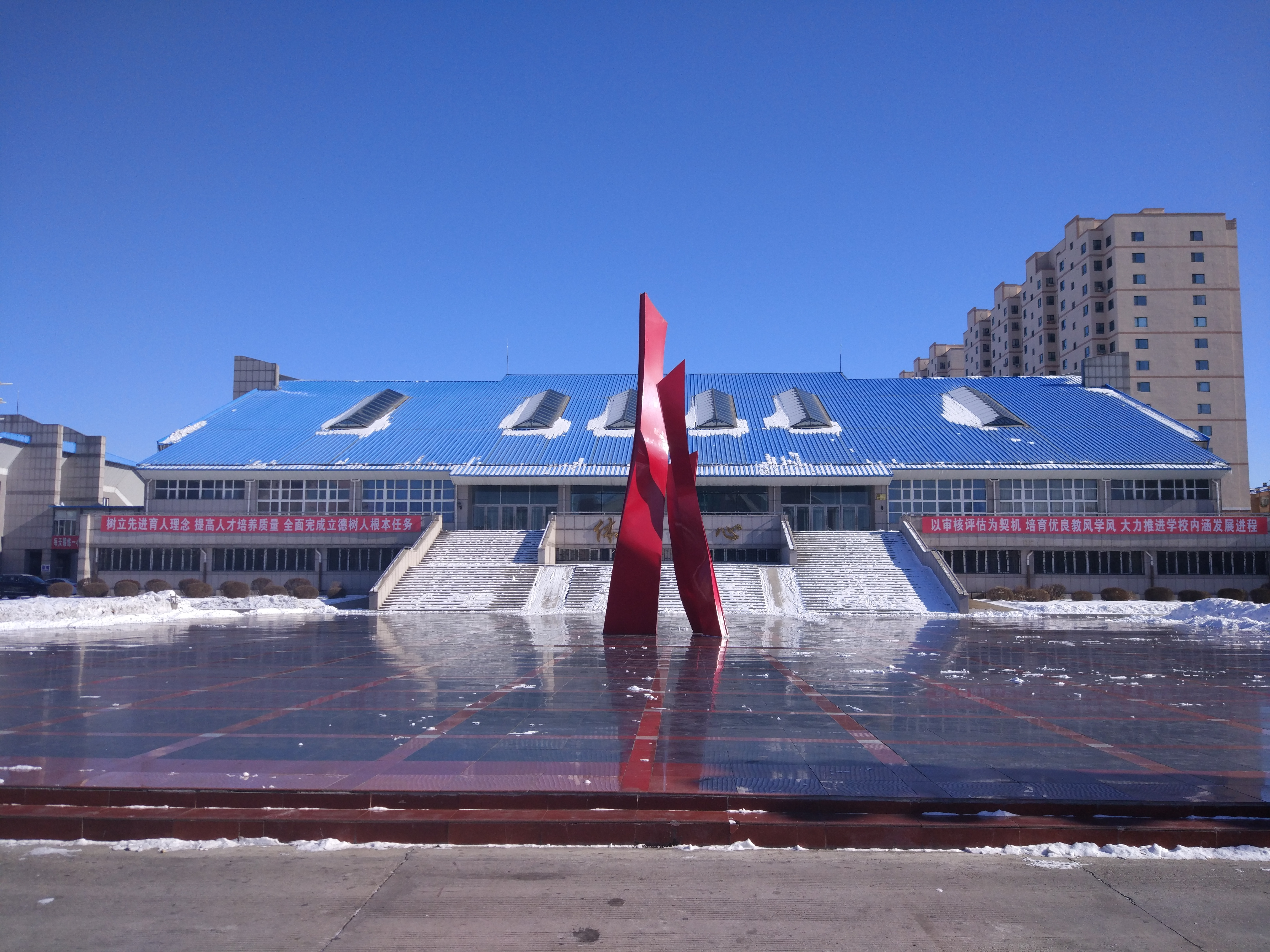
佳木斯大学体育中心

佳木斯大学简称佳大，坐落于中华人民共和国黑龙江省佳木斯市，始建于1947年。由佳木斯医学院、佳木斯工学院、佳木斯师范专科学校和原佳木斯大学于1995年6月合并组成，次年开始运作。

## 学校概况
学校占地1965亩（131万平方米），建筑面积57.6万平方米，设有25个学院和4个研究院、82个研究所（室）。

## 历史
学校始建于1947年，于1995年6月27日经原国家教育委员会批准，由佳木斯医学院、佳木斯工学院、佳木斯师范专科学校和原佳木斯大学合并组成，1996年11月21日正式开始运作。2000年后，佳木斯市粮食职工中等专业学校、富锦师范学校、黑龙江省理工学校相继并入。

### 佳木斯医学院
佳木斯医学院一览表（按时间排序）

| 学校名称      | 历史上的校名           | 时间           |
| 佳木斯 医学院 | 合江军区卫生学校       | 1947.7-1949.2  |
| 佳木斯 医学院 | 合江省立卫生干部学校   | 1949.2-1949.5  |
| 佳木斯 医学院 | 松江省卫生学校         | 1949.5-1951.7  |
| 佳木斯 医学院 | 松江省医士学校         | 1951.7-1954.10 |
| 佳木斯 医学院 | 黑龙江省佳木斯医士学校 | 1954.10-1957.1 |
| 佳木斯 医学院 | 黑龙江省佳木斯卫生学校 | 1957.1-1958.5  |
| 佳木斯 医学院 | 佳木斯医学院           | 1958.5-1996.11 |

佳木斯医学院的前身是合江军区卫生干部学校，创建于1947年。建立于原满洲国的满赤医院废墟之上。

### 佳木斯工学院
佳木斯工学院一览表（按时间排序）

| 学校名称      | 历史上的校名           | 时间           |
| 佳木斯 工学院 | 佳木斯工学院           | 1958.8-1959.5  |
| 佳木斯 工学院 | 佳木斯工业学校         | 1959.5-1960.1  |
| 佳木斯 工学院 | 佳木斯农业机械制造学校 | 1960.1-1972.6  |
| 佳木斯 工学院 | 佳木斯农业机械学校     | 1972.6-1976.7  |
| 佳木斯 工学院 | 佳木斯农业机械学院     | 1976.7-1983.6  |
| 佳木斯 工学院 | 佳木斯工学院           | 1983.6-1996.11 |

1958年5月12日，佳木斯工学院筹建。8月16日，中共佳木斯市委第38次常委会议决定：创办佳木斯工学院，归市委工业部领导。

### 佳木斯师范专科学校
佳木斯师范专科学校一览表（按时间排序）

| 学校名称            | 历史上的校名       | 时间            |
| 佳木斯师 范专科学校 | 佳木斯师范学校     | 1949.8-1958.9   |
| 佳木斯师 范专科学校 | 佳木斯师范学校     | 1958.9-1962.1   |
| 佳木斯师 范专科学校 | 佳木斯师范学校     | 1963-1978.12    |
| 佳木斯师 范专科学校 | 佳木斯师范专科学校 | 1978.12-1996.11 |

1949年8月，松江省政府决定，设立佳木斯师范学校，隶属松江省教育厅。其前身为原佳木斯联合中学师范部。

### 原佳木斯大学
原佳木斯大学一览表（按时间排序）

| 学校名称         | 时间           |
| （原）佳木斯大学 | 1985.4-1996.11 |

原佳木斯大学是普通高等专科学校。于1985年2月开始筹建，当年参加全国统一招生，9月21日正式开学。

### 富锦师范学校
富锦师范学校一览表（按时间排序）

| 学校名称         | 时间          |
| 富锦初级师范学校 | 1952.2-1954.7 |
| 富锦师范学校     | 1958.9-2003.6 |

富锦师范学校自1952年2月成立至2003年6月正式并入佳木斯大学历经近52年。

### 佳木斯市粮食职工中等专业学校
佳木斯市粮食职工中等专业学校一览表（按时间排序）

| 学校名称                     | 时间        |
| 佳木斯市粮食职工中等专业学校 | 1979-2000.5 |

佳木斯市粮食职工中等专业学校始建于1979年。前身是合江粮食局干部学校、合江粮食局职工学校。学校开设了粮食财会、粮油质检、粮油加工、电算会计等专业，学校从建校开始招生。1979年招收粮油加工技工班。1982年开始招收财会中专班。1982年到1984年各召一个财会班，学制二年半。从1985年开始，财会、储检两个专业同时招生，各招一个班。到1997年在招收全日制学员的同时，举办了各种专业知识培训班，还为黑龙江省粮食学校代培函授学员。

### 黑龙江省理工学校
黑龙江省理工学校一览表（按时间排序）

| 学校名称             | 时间           |
| 黑龙江省冶金工业学校 | 1980.4-1998.2  |
| 黑龙江省理工学校     | 1998.2-2003.12 |

## 院系设置
- 临床医学院·检验医学院·附属第一医院 （页面存档备份，存于）
- 口腔医学院·附属第二医院 （页面存档备份，存于）
- 康复医学院·护理学院·附属第三医院 （页面存档备份，存于）
- 公共卫生学院 （页面存档备份，存于）
- 基础医学院 （页面存档备份，存于）
- 药学院 （页面存档备份，存于）
- 材料科学与工程学院 （页面存档备份，存于）
- 外国语学院 （页面存档备份，存于）·旅游管理学院 （页面存档备份，存于）
- 机械工程学院 （页面存档备份，存于）
- 信息电子技术学院 （页面存档备份，存于）
- 建筑工程学院 （页面存档备份，存于）
- 经济与管理学院 （页面存档备份，存于）
- 生物与农业学院 （页面存档备份，存于）
- 人文学院 （页面存档备份，存于）
- 理学院 （页面存档备份，存于）
- 教育科学学院 （页面存档备份，存于）
- 音乐学院 （页面存档备份，存于）
- 美术学院 （页面存档备份，存于）
- 体育学院 （页面存档备份，存于）
- 马克思主义学院 （页面存档备份，存于）
- 国际教育学院 （页面存档备份，存于）
- 继续教育学院 （页面存档备份，存于）
- 研究生部 （页面存档备份，存于）